# Tetramesa dakota
Tetramesa dakota är en stekelart som först beskrevs av Phillips 1936.  Tetramesa dakota ingår i släktet Tetramesa och familjen kragglanssteklar. Inga underarter finns listade i Catalogue of Life.